# Religion in Japan
Seit der Entstehung des japanischen Reiches gab es stets mehrere Religionen, die aufeinander einwirkten und sich auch vermischten (s. Synkretismus). Die wichtigsten sind der Shintō und der Buddhismus. Daneben findet man Einflüsse des chinesischen Daoismus und Konfuzianismus. Die Mehrzahl der Japaner fühlt sich sowohl dem Shintō als auch dem Buddhismus verbunden. Das Christentum, welches zwar ein Wachstum erfährt, spielt jedoch in der Geschichte Japans eine untergeordnete Rolle. Seit dem Ende des Zweiten Weltkriegs herrscht eine hohe religiöse Toleranz in Japan, die zu einem starken Anstieg neureligiöser Bewegungen geführt hat.
Die Bedingungen für Anerkennung bzw. Verbot von Religionsgemeinschaften (religiösen Körperschaften) waren zunächst im Gesetz über die Religionsgemeinschaften von 1939 geregelt, das bereits auch auf neu entstandene Religionen wie Ōmoto und Sōka Gakkai abzielte. An seine Stelle trat 1951 das Gesetz über die Religionsgesellschaften.

## Shūkyō – der japanische Begriff für Religion
Der Begriff Religion wird im modernen Japanisch mit shūkyō (japanisch 宗教) übersetzt, wrtl. „religiöse Lehre“. Der Terminus entstand erst im 19. Jahrhundert als Übersetzung des westlichen Religionsbegriffes und evoziert die Vorstellung einer auf Dogmen begründeten ‚Buchreligion‘. Um das traditionelle religiöse Weltbild Japans umfassend zu verstehen, muss man den Begriff ‚japanische Religion‘ jedoch weiter fassen.
Japanische Religion in diesem Sinne ist ein Konglomerat verschiedener buddhistischer Lehren und Institutionen, von einheimischen Gottheiten (kami) und den mit diesen verbundenen Tabus und Reinheitsvorstellungen, sowie diversen mit dem Buddhismus nach Japan überlieferten indischen, chinesischen und koreanischen Gottheiten, die heute meist in Shintō-Schreinen verehrt werden (vgl. Shinbutsu-Shūgō). Zu diesem Pantheon zählen zudem Totenseelen, Ahnen und Geister. Lange Zeit waren die Trennlinien dieser Lehren undeutlich. Erst die in der Meiji-Ära per Gesetz verordnete „Trennung von Kami und Buddhas“ schuf die Notwendigkeit, die gemischt-religiösen Institutionen entweder dem Shintō oder dem Buddhismus zuzuordnen (vgl. Shinbutsu Bunri und Staats-Shintō). Seit der Abschaffung dieser Gesetzeslage nach dem Zweiten Weltkrieg kommt es zu einer allmählichen Rückentwicklung dieser Trennung, die in der Praxis ohnehin nur teilweise vollzogen worden war.
Allen traditionellen Religionsgemeinschaften ist der Glaube gemeinsam, dass die Gottheiten Wohltaten (riyaku) in diesem oder dem nächsten Leben gewähren können. Die Alltagsreligiosität ist auch heute noch stark auf die Erlangung solcher Wohltaten ausgerichtet. Einfachere Praktiken sind jedem Japaner geläufig, die schwierigen überlässt man religiösen Experten (Mönchen, Priestern usw.), die als Mittler zu den Gottheiten fungieren. Es gibt keine Konversion, kein festes Dogma und affektiver Glaube wird nicht verlangt. Abgrenzen lässt sich die japanische Religion von Religionen mit ausschließlicher bzw. ausschließender Lehre (wie einigen neuen Religionen in Japan oder Christen), die solche Praktiken ablehnen.
Offizielle religiöse Statistiken Japans muten auf den ersten Blick oft seltsam an, da fast alle Japaner als Shintōisten und zugleich als Buddhisten angeführt werden. Wer in Japan die Dienste eines buddhistischen Mönchs in Anspruch nimmt, gilt statistisch als Buddhist, wer Geld an den lokalen Schrein spendet, gilt als Shintōist.

## Shintō

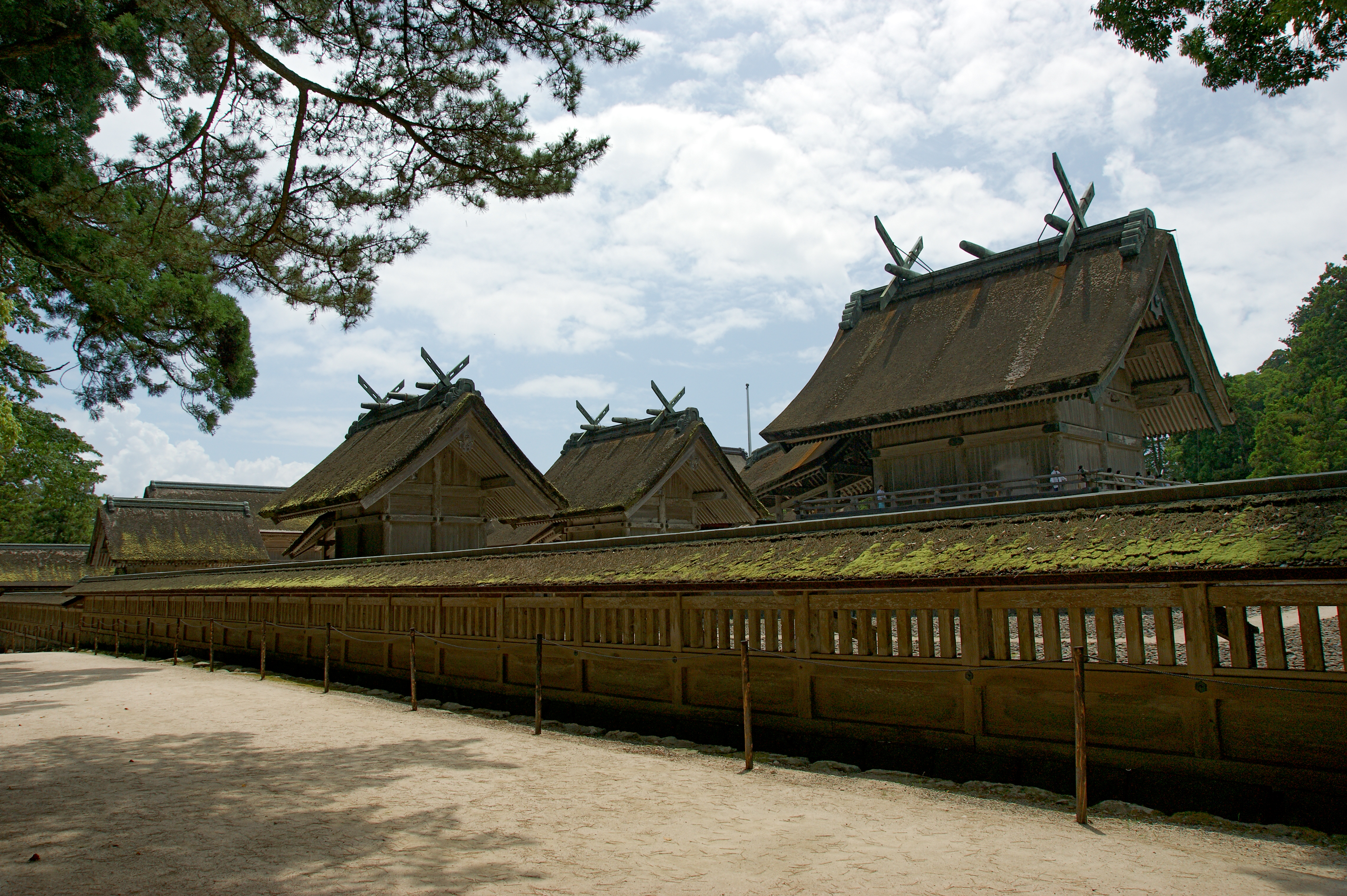
Izumo-Taisha, gegründet vor dem 7. Jahrhundert

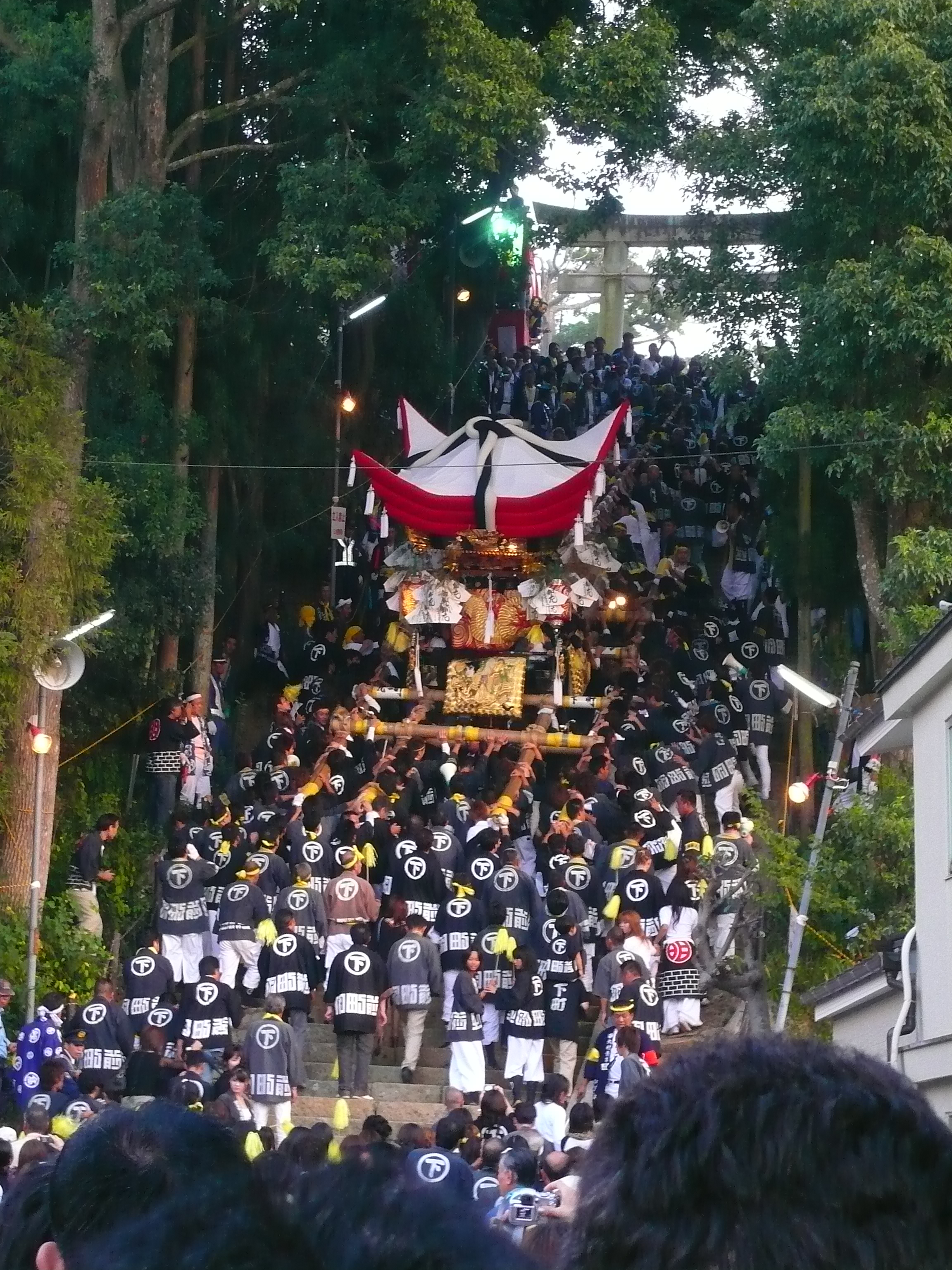
Shinto Festival in Hyogo

Shintō (dt. Weg der Kami) – oft auch als Shintoismus bezeichnet – ist der Glaube an die einheimischen Götter Japans, die Naturkräfte, aber auch vergöttlichte Ahnen verkörpern können. Shintō ist eine polytheistische Religion ohne Gründer und ohne festgelegte Lehren und beruht daher auf einem anderen Religionskonzept als die so genannten monotheistischen Schriftreligionen. Auch Jenseits- und Moralvorstellungen sind nicht deutlich herausgearbeitet und stark vom Buddhismus oder von chinesischen Konzepten beeinflusst. Im Grunde ist der Shintō ein Nebeneinander lokaler Traditionen mit einem gemeinsamen rituellen Kern. Viele Richtungen des Shintō berufen sich allerdings auf die Mythen des Altertums. In deren Mittelpunkt steht die Sonnengöttin Amaterasu, von der sich die Familiendynastie der japanischen Tennō herleitet. Zeitweise, insbesondere von der Meiji-Zeit bis zum Ende des Zweiten Weltkriegs, galt der Tennō als sichtbare Gottheit.
Shintō wird nicht nur mit dem Tennō, sondern auch mit volksreligiösem Brauchtum assoziiert. Insbesondere die Feste der Schreingottheiten (jap. matsuri) nehmen zumeist den Charakter von fröhlich-überschäumenden Volksfesten an. Shintō wird daher oft als diesseitiges Gegenstück zum jenseitsorientierten Buddhismus aufgefasst. Tatsächlich haben sich Buddhismus und Shintō ab dem 6. Jahrhundert untrennbar vermischt, und vieles, was heute als shintoistisch gilt, wurde einst mit dem Buddhismus aus China oder Indien nach Japan gebracht.

## Buddhismus

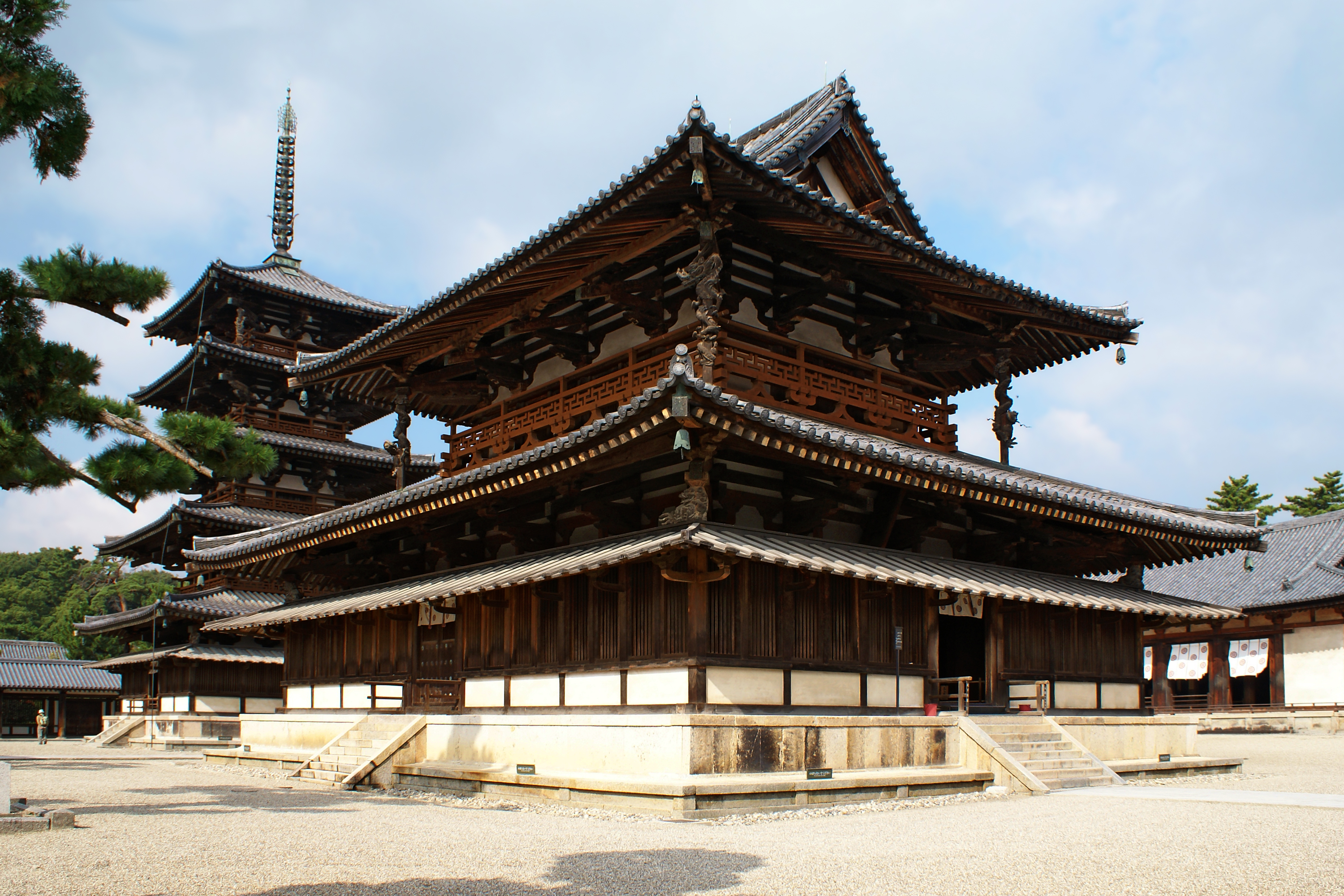
Hōryū-ji, gegründet im 7. Jahrhundert

Innerhalb der großen buddhistischen Richtungen ist in Japan vor allem der Mahayana-Buddhismus von Bedeutung. Zu dessen Untergruppen gehören u. a. der Zen-Buddhismus, die Schulen des Nichiren-Buddhismus und der Buddhismus vom Reinen Land (jap. Jōdo-shū bzw. Jōdo-Shinshū). Diese Schulen unterscheiden sich nicht nur durch ihre Schriften und religiösen Praktiken, sondern auch durch die Konzentration auf verschiedene Buddhas. Im Buddhismus des Reinen Landes steht Amida (skr. Amitabha) im Mittelpunkt. Diese Richtung ist heute die am weitesten verbreitete in Japan, hat aber auch Anhänger in anderen asiatischen Ländern. Kaum eine Richtung schließt die anderen Richtungen kategorisch aus, und auch der Shintō wird im Allgemeinen als Ergänzung bzw. lokale Erscheinungsform der eigenen Religion betrachtet.
Der Buddhismus war von Beginn an ein wichtiges Bindeglied zwischen Japan und den ursprünglich überlegenen Kulturen Chinas und Koreas. Besonders im japanischen Altertum fungierten buddhistische Mönche als Lehrmeister der chinesischen Kultur. Als der Einfluss des Festlandes im japanischen Mittelalter (13.–16. Jh.) nachließ, hielt vor allem der Zen-Buddhismus (chin. Chan), das chinesische Wissen am Leben. Er trug zugleich maßgeblich zur Ausbildung einer Ästhetikform bei, die noch heute als für Japan charakteristisch gilt. Hier sind besonders die Teezeremonie und Gartenarchitektur zu nennen. Die angebliche Verwandtschaft zwischen Zen und Kriegskünsten (z. B. Bogenschießen) beruht hingegen oft auf späteren Geschichtskonstruktionen. Kriegerische Traditionen gab es in allen großen Strömungen des japanischen Buddhismus, viele Klöster unterhielten eigene Armeen.
In der modernen japanischen Gesellschaft spielt der Buddhismus vor allem im Toten- und Ahnenkult eine bedeutende Rolle. Die meisten Japaner werden nach buddhistischem Ritus bestattet (also eingeäschert und in einer Urne beigesetzt). Viele Haushalte besitzen einen buddhistischen Hausaltar, der dem Gedächtnis der Ahnen dient. Andererseits werden an den Tempeln ebenso Riten durchgeführt, die dem „diesseitigen Nutzen“ (genze riyaku) dienen sollen.
Im Zuge des sozialen und demographischen Wandels haben einige, vor allem kleine Tempel, mit Mitgliederverlust und finanziellen Schwierigkeiten zu kämpfen. Einzelne Mönche verfolgen neue Strategien, um so gesellschaftliche Relevanz zurückzugewinnen. Sie werden aktiv, zum Beispiel helfen sie sozial isolierten Menschen oder gründen Selbstmordpräventionsgruppen. John K. Nelson nennt dieses Phänomen "Experimenteller Buddhismus".

## Synkretismus und Eigenständigkeit: Kami und Buddhas
Die im Zuge der Meiji-Restauration (1868) aufgekommene Idee, eine einheimische, ursprüngliche, nationale Religion in Japan einzuführen, geht auf die Schule der ‚Nationalen Studien‘ (Kokugaku) zurück und führte zur Etablierung des Shintō als eigenständiger Religion. Zuvor hatte es zwar von buddhistischen Institutionen unabhängige Schreine gegeben, doch kein übergreifendes System. Auch das Wort Shintō beinhaltete bis zum Mittelalter zwar politische und religiöse Komponenten, aber nicht die Bedeutung einer Religion, die es heute hat.
Durch die staatlich erzwungene Trennung von Kami und Buddhas (shinbutsu bunri) wurde eine geschichtlich beispiellose Spaltung zwischen Buddhismus und Shintō geschaffen. Danach gab es nur noch (buddhistische) Tempel und Shintō-Schreine. Seit dieser Zeit werden in Schreinen nur noch Shintō-Gottheiten (Kami) verehrt.
Auch der Buddhismus wandelte sich in dieser Zeit. Der Versuch, unter dem Slogan Haibutsu kishaku die „ausländischen“ Einflüsse auszumerzen, blieb letztlich erfolglos. Einige Mönche und Anhänger versuchten jedoch, den Buddhismus zum Neuen Buddhismus (Shin-Bukkyō), d. h. zu einer modernen Religion nach westlichem Vorbild umzugestalten. Bestimmte Bereiche wurden Laien zugänglich gemacht, es entstanden soziale Missionen nach christlichem Vorbild, zudem verstärkte sich die Suche nach einer übergreifenden, reinen Lehre – auch in den indischen Ursprüngen usw. Das gegenwärtige Bild des Zen-Buddhismus ist ein Produkt jener Zeit.
Die Unterschiede in den Lehren der großen Schulen (Shingon, Tendai, Sōtō usw.) waren in den meisten Tempeln nicht zu spüren. In der Regel blieben sie auf große, administrativ und politisch tätige Tempel beschränkt. Dagegen gibt es in jedem Tempel verschiedene buddhistische Gottheiten, die verehrt werden können. Daher ist allen Tempeln das Angebot von go-riyaku eigen, Wohltaten für dieses Leben und nach dem Tod. Ansonsten ist der Buddhismus in Japan lokal sehr unterschiedlich.
Wenn Japaner sich zu einer der buddhistischen Schulen bekennen, so hängt es in den meisten Fällen vermutlich eher mit dem Danka-System zusammen als mit einem Bekenntnis zum Lehrsystem dieser Schule. In der Edo-Zeit musste jede Familie einem Gemeinde-Tempel (Danka-Dera) zugehörig sein. Die Bestattungen, fast komplett in der Hand von buddhistischen Tempeln, lässt man in den Familien meist weiterhin von der Schule des Gemeinde-Tempels ausführen.

## Praktiken
Zu bestimmten Jahreszeiten und Feiertagen (bes. hatsu-mōde und O-bon), zu Festen (Matsuri) und Bestattungen, touristisch oder im Zuge des Alltagslebens besuchen Japaner religiöse Orte wie Tempel und Schreine. Es existiert eine Vielzahl von Motiven oder Glaubenseinstellungen, unter den Besuchern sind Atheisten ebenso wie Verehrer von Kannon. Die grundsätzlichen Rituale sind allgemein bekannt. Hierzu gehören das Waschen der Hände, die kleine Opfergabe, Verbeugungen, Klatschen (im Shintō-Schrein) und beten. Meist „residieren“ mehrere Gottheiten in den jeweiligen Schrein- bzw. Tempelarealen.
Weitere übliche Praktiken sind zum Beispiel das Beschriften von ema (Holzplättchen, auf die man Wünsche schreibt und am Tempel / Schrein aufhängt), Mantras sprechen, sowie der Erwerb von Wahrsagelosen (mikuji), Amuletten (omamori, yaku-yoke), Glücksbringern. Ein zentraler Aufbewahrungsort für Sutras, Amulette, Totentäfelchen (ihai) usw. ist der buddhistische Hausaltar (butsudan), gelegentlich gibt es im Haus auch einen Miniatur-Shinto-Schrein (kamidana).
Der Zusammenhang zu go-riyaku, dies- und jenseitigen Wohltaten wird durch den transaktionalen Charakter eines Großteils der Verehrung schon deutlich. Von allgemeinem Schutz bis zu Heilung, glücklicher Ehe, Erfolg bei der Arbeit bis hin zu ausgefallenen Angeboten wie der Segnung von Autos wird fast alles angeboten. Der Glaube an die Effektivität ist wieder Sache des Individuums. Die religiösen Spezialisten sind Vermittlergestalten zu den verschiedenen Gottheiten. Sie beherrschen schwierige Rituale, Rezitationen und Texte. Weitere Legitimation erlangen sie zum Beispiel durch Zugehörigkeit zu bestimmten buddhistischen Traditionslinien oder religiösen Institutionen, aber auch durch spezielle Praktiken wie Askese, Zazen und ähnliches. Das System der go-riyaku wurde immer durch den Buddhismus unterstützt; riyaku ist tatsächlich ein zentraler Begriff aus den Schriften. Vormoderne Kritik finden wir nur bei Shinran und Dōgen. Eine Vorahnung der Moderne in sich, fanden sie, dass die Rituale nicht präzise genug durchgeführt wurden, und dadurch unglaubwürdig wirkten. Sie forderten zu mehr Ordnung und zu härteren Regeln auf 

## Christentum

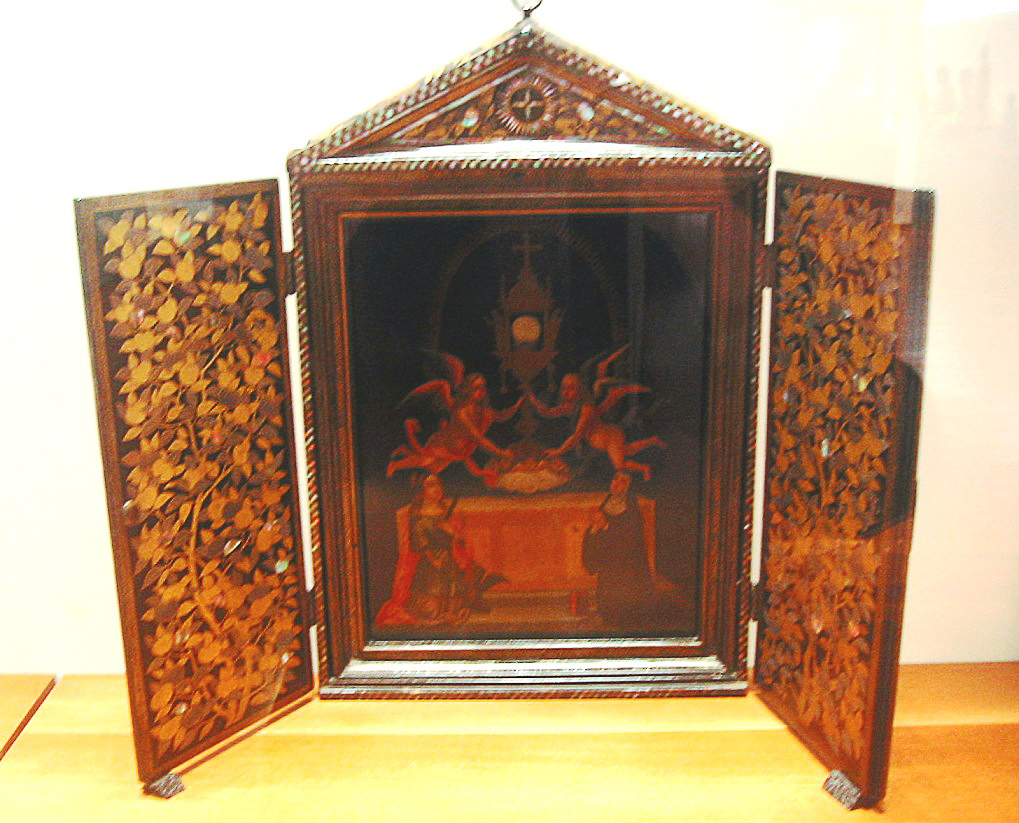
Japanischer Votiv-Altar, Ende des 16. Jahrhunderts

Das Christentum spielt in Japan nur eine untergeordnete Rolle, da die Vorstellung eines einzigen allmächtigen Gottes mit den traditionellen religiösen Vorstellungen schwer in Einklang zu bringen ist. Gegenwärtig sind weniger als 1 % aller Japaner Christen (Stand: 2006), ein ähnlicher Bevölkerungsanteil wie während der ersten christlichen Missionierung im 16. Jahrhundert. Zwischen 1612 und 1873 war das Christentum in Japan verboten, alle Sympathisanten waren härtesten Verfolgungen und Repressionen ausgesetzt. Dennoch hielten sich einzelne christliche Gemeinden im Untergrund, die unter dem Begriff Kakure Kirishitan bzw. hanare kirishitan zusammengefasst werden.
Die römisch-katholische Kirche zählt in Japan etwa 509.000 Mitglieder (Stand: 2005), und die von Nikolai von Japan im 19. Jahrhundert gegründete japanische orthodoxe Kirche hat etwa 30.000 Mitglieder. Die meisten evangelischen Gemeinden in Japan wurden von amerikanischen Missionaren im 19. oder 20. Jahrhundert gegründet. Japanische Christen betreiben einen im Vergleich zu ihrem Bevölkerungsanteil überproportional hohen Anteil der japanischen Schulen, Hochschulen und sonstigen Bildungseinrichtungen; von den Schülern wird jedoch keine Konversion erwartet.
Bekannten sich in den 1930er Jahren nur wenige hundert Japaner zu den Zeugen Jehovas und war die Religionsgemeinschaft während des Zweiten Weltkriegs sogar verboten, so verzeichneten sie seit den 1950er Jahren einen rapiden Anstieg auf über 217.000 Mitglieder (Stand: 2004).

## Neue Religionen
Seit der späten Edo-Zeit (1603–1868) kamen in Japan zahlreiche neue religiöse Bewegungen auf, die zumeist eine Mischung traditionellerer Elemente beinhalten und nur schwer in eine der herkömmlichen Kategorien einzuordnen sind. Man nennt sie daher zusammenfassend Neue Religionen (jap. Shinshūkyō) bzw., bezogen auf religiöse Strömungen nach dem Zweiten Weltkrieg, Neu-Neue Religionen (shinshin shūkyō). Zu letzteren zählt unter anderem die Ōmu Shinrikyō, die 1995 durch ihren Giftgasanschlag in der Tokyoter U-Bahn traurige Berühmtheit erlangte. Zu den Neuen Religionen mit starkem Bezug auf japanische Traditionen zählen u. a. Tenrikyō und Sōka Gakkai.
Die Neuen Religionen profitieren seit dem Zweiten Weltkrieg von einer liberalen Gesetzgebung, die es sehr einfach macht, eine religiöse Gemeinschaft zu gründen. Dies hat auf neu-religiösem Gebiet zu enormen Wachstumsraten geführt. Zum 31. Dezember 2006 wurden 182.868 religiöse Körperschaften (宗教法人, shūkyō hōjin) gezählt, d. h. Religionsgemeinschaften (宗教団体, shūkyō dantai), die nach dem Gesetz über die Religionsgesellschaften von 1951 den Status einer juristischen Person innehatten. Davon sind 182.468 einzelne, unabhängige Tempel, Schreine, Kirchen und sonstige Gemeinschaften.

## Islam

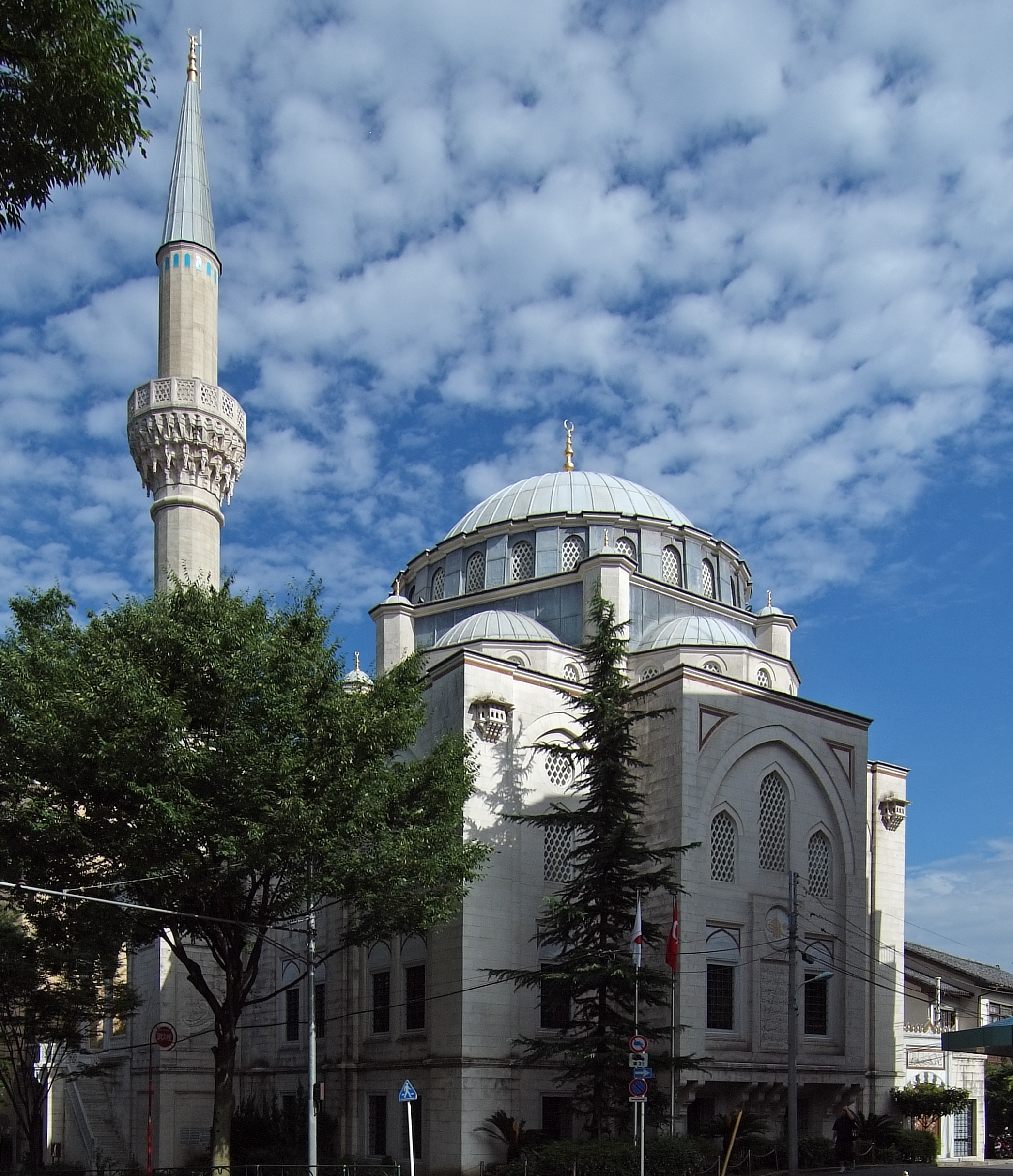
Tokioter Moschee & Türkisches Kulturzentrum (eingeweiht 2000)

Schätzungen zufolge sollen im heutigen Japan (Stand: 2007/2008) etwa 70.000 bis 125.000 Muslime leben. Der Anteil der Muslime aus dem Ausland soll rund 90 Prozent betragen.

## Judentum
Die Geschichte der Juden in Japan begann im Jahre 1861, als die ersten jüdischen Familien in Yokohama sesshaft wurden. Juden stellen eine kleine ethnische und religiöse Minderheit in Japan dar, die derzeit nur aus etwa 2000 Personen besteht, was etwa 0,0016 % der Gesamtbevölkerung Japans entspricht. Nach dem Zweiten Weltkrieg verblieb nur ein kleiner Teil der Juden in Japan, vor allem diejenigen, die Einheimische geheiratet und sich assimiliert haben. Das Jüdische Gemeindezentrum von Japan, das sich in Tokio befindet, beherbergt die einzige Synagoge der Stadt. Gegenwärtig leben mehrere hundert jüdische Familien in Tokio. Die einzige andere organisierte jüdische Gemeinde befindet sich in Kōbe, die aus etwa 35 jüdischen Familien in Kōbe und etwa 35 Familien in anderen Teilen der Kansai-Region (Kyōto und Osaka) besteht. Etwa 100 bis 200 Juden sind Mitglieder der Streitkräfte der Vereinigten Staaten, die in Japan stationiert sind. Sie werden von zwei Militärrabbinern betreut. Ein Rabbiner ist in der Yokosuka Naval Base außerhalb Tokios stationiert, der andere in Okinawa. Hinzu kommen einige wenige Personen aus dem Ausland, die vorübergehend für japanische Unternehmen tätig sind oder in Forschungseinrichtungen arbeiten.